# Dissimilidiplosis strumosa
Dissimilidiplosis strumosa är en tvåvingeart som beskrevs av Fedotova 2005. Dissimilidiplosis strumosa ingår i släktet Dissimilidiplosis och familjen gallmyggor. Inga underarter finns listade i Catalogue of Life.